# 多花筋骨草
多花筋骨草（学名：Ajuga multiflora）为唇形科筋骨草属下的一个种。其种加词“multiflora”意为“多花的”。

## 变种
- 短穗多花筋骨草（学名：Ajuga multiflora var. brevispicata）为唇形科筋骨草属多花筋骨草的变种。分布在中国大陆的辽宁等地。
- 多花筋骨草原变种（学名：Ajuga multiflora var. multiflora）
- 莲座多花筋骨草（学名：Ajuga multiflora var. serotina）为唇形科筋骨草属多花筋骨草的变种。分布在中国大陆的辽宁、黑龙江等地。